# Премия «Тони» за лучшего автора
Список победителей и работ, номинированных на премию «Тони» в категории «Лучший автор». Упразднена в 1965 году. Вручалась драматургам, либреттистам и авторам театральных пьес и мюзиклов. С 1947 по 1965 год (с перерывами в 50-х) в этой категории было вручено девять наград. Часто была сгруппирована с категорией «Лучшее либретто для мюзикла».

## Лучший автор пьесы

### 1940-е
- 1947: Артур Миллер — «Все мои сыновья»
  - Без номинантов

- 1948: Томас Хегген и Джошуа Логан — «Мистер Робертс»
  - Без номинантов

- 1949: Артур Миллер — «Смерть коммивояжёра»
  - Без номинантов

### 1960-е
- 1965: Нил Саймон — «Странная парочка»
  - Эдвард Олби — «Крошка Алиса»
  - Фрэнк Д. Гилрой — «Если бы не розы»
  - Мюррей Шизгаль — «Лав»

## Лучший автор мюзикла

### 1940-е
- 1949: Сэмюэл и Белла Спевак — «Целуй меня, Кэт»
  - Без номинантов

### 1960
- 1962: Эйб Берроуз, Джек Вайншток и Вилли Гилберт — «Как преуспеть в бизнесе, ничего не делая»
  - Майкл Стюарт и Хелен Дойч — «Карнавал!»

- 1963: Барт Шевелав и Ларри Гелбарт — «Забавная история, случившаяся по дороге на форум»
  - Лайонель Барт — «Оливер!»
  - Лесли Брикасс и Энтони Ньюли — «Остановите Землю — я сойду»
  - Нил Саймон — «Маленький я»

- 1964: Майкл Стюарт — «Хелло, Долли!»
  - Ноэл Кауард и Гарри Курниц — «Девушка, пришедшая к ужину»
  - Джо Мастерофф — «Она любит меня»
  - Хью Мартин и Тимоти Грей — «Высшие духи»

- 1965: Джозеф Стайн — «Скрипач на крыше»
  - Без номинантов